# L'Eden Théâtre
Pour les articles homonymes, voir Eden.
L’Eden Théâtre est une salle de cinéma français située à La Ciotat, dans le département des Bouches-du-Rhône, inaugurée comme théâtre le 15 juin 1889.
Louis Lumière, inventeur de la Caméra Cinématographe en 1895, tourne ses premiers films à La Ciotat durant l'été de cette année-là et l’Eden accueille certaines projections dès l'automne 1895.
La date du 21 mars 1899 est reconnue pour être celle de la première séance payante de cinéma à l’Eden Théâtre.
L’Eden Théâtre est aujourd'hui la plus ancienne salle de cinéma en activité dans le monde, inscrite au Guinness World Records avec une ancienneté de 122 ans et 102 jours au 1er juillet 2021.
L’Eden est inscrit depuis le 12 février 1996 au titre de l'Inventaire supplémentaire des monuments historiques.
Il appartient à la ville de La Ciotat depuis 1992 et fait partie du patrimoine du 7e Art.

## Histoire

### L'âge des Lumière
Alfred Seguin, l'entrepreneur de spectacle marseillais qui avait fait construire l’Eden Théâtre en 1889, cède rapidement son établissement à Raoul Gallaud qui lui donne le nom d'Eden Concert. La famille Gallaud-Soula-Barthélémy restera propriétaire de l’Eden jusqu'à sa vente à la Ville de La Ciotat le 1er avril 1992.
Très rapidement, Raoul Gallaud et son épouse Adélaïde Soula, qui tient la buvette de l'établissement, se lient d'amitié avec Antoine Lumière, photographe lyonnais qui a fait construire un château inauguré en 1893 dans sa propriété du Clos des Plages de La Ciotat.
Au printemps 1895, Louis Lumière, à qui son père Antoine a demandé de « faire bouger les images », invente la caméra Cinématographe dans son atelier lyonnais et tourne La Sortie de l'usine Lumière à Lyon. Durant la villégiature familiale de l'été 1895, Louis tourne à La Ciotat une dizaine de films illustrant la vie de la famille Lumière: Querelle enfantine, Promenade en mer, Baignades en mer…
Le 21 septembre 1895, au Palais Lumière, Antoine Lumière convie cent cinquante personnalités de la bonne société ciotadenne « à assister à quelques expériences de Cinématographe ». Cette séance, dont le carton d'invitation et l'article de presse la relatant sont conservés aux Archives municipales, est la première présentée devant un public non scientifique.
Raoul Gallaud, ami d'Antoine, l'invite immédiatement à renouveler cette projection dans son Eden à l'intention des familiers des deux hommes. La séance se déroule le 14 octobre mais la petite Marie-Anne Chouquet, qui tourne la manivelle de l'appareil, ne parvient pas à garder le rythme demandé par Antoine, et ce moment n'est qu'une simple anecdote dans la longue histoire de l'Eden,.
En revanche, les séances des 21 et 22 mars 1899 officialisent la première projection payante réalisée à l’Eden pour 250 spectateurs chacune avec des vues sortant de la Maison Lumière présentées par le Royal Biographe[Qui ?] : Lancement d'un navire à La Ciotat, Une caravane aux pyramides d'Égypte, Danse javanaise (en couleurs) font partie de cette première affiche annonçant un programme en trois parties, « Spectacle des plus scientifiques, absolument intéressant, aussi bien goûté des grandes personnes que des enfants que l'on peut amener sans crainte ».
Cette date du 21 mars 1899 est celle retenue par le Guinness pour faire officiellement de l’Eden Théâtre une salle de cinéma qui prend en 1907 le nom d’Eden Théâtre Cinéma sous la direction artistique de Félicien Trewey, grand ami des Lumière.

### Les enfants du Paradis
Pendant des décennies, l’Eden va vivre l'existence paisible d'une salle de spectacle d'une petite ville de province, proposant au public une alternance de séances de cinéma et de représentations théâtrales.
Sur la scène se succèdent les grands noms du music-hall : Fernandel, Yves Montand, Reda Caire, Milly Mathis, Rina Ketty, Charles Trenet et même Edith Piaf dont l'accordéoniste Juel n'est autre que le fils de Raoul Gallaud, propriétaire de l’Eden.
La Route est belle, l'un des premiers films français parlants et musicaux (réalisé en Angleterre par le réalisateur britannique Robert Florey), est présenté le 31 août 1931 : « Ce fut du délire, la salle était muette d'admiration, comme stupéfiée, certains pleuraient d'émotion et, à l'entracte, tout le monde se serrait la main et se congratulait comme pour une cérémonie ».

### Les années noires
À plusieurs reprises, des événements tragiques ont menacé l'existence même de l'Eden : 
- le 25 mars 1945, une mine sous-marine allemande explose et éventre la façade de l'Eden sans faire de victime ;
- le 3 décembre 1982, Georges Giordana, jeune gérant de la salle, est tué au cours d'une tentative de braquage ;
- en 1995, après quelques péripéties de querelles politiques, la municipalité communiste décide la fermeture de la salle « par mesure de sécurité ».
Mais l'Eden résiste :
- le 11 novembre 1982, la Jeune chambre économique de La Ciotat provoque la création de l'Association La Ciotat, Berceau du cinéma dont le Festival annuel du Premier film francophone perpétue l'activité de l'Eden.
- le 1er avril 1992, la municipalité de droite rachète l'Eden à ses propriétaires Soula-Barthélémy ;
- le 12 février 1996, l'Eden est inscrit à l'inventaire supplémentaire des Monuments historiques ;
- en 2002, Gilles Trarieux-Lumière, arrière-petit-fils de Louis Lumière, crée l'association Les Lumières de l'Eden dont l'objet est la sauvegarde et la valorisation de l'Eden.

### La rénovation

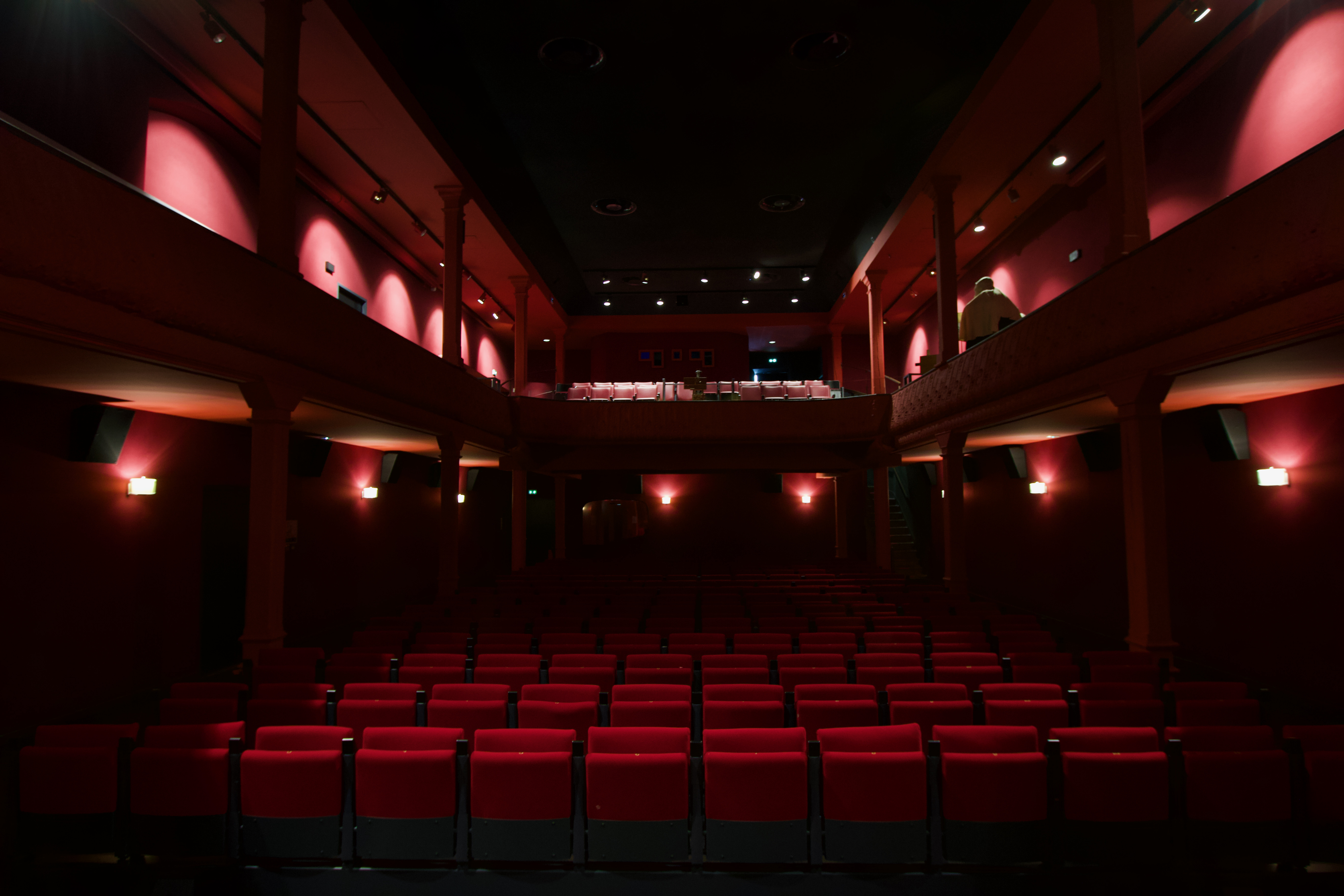
Salle de l’Eden Théâtre bâtie sur le modèle d'un théâtre à l'italienne.

Après 16 mois de travaux, de juin 2012 à septembre 2013, et l'intervention décisive de Frédéric Mitterrand, ministre de la Culture, et grâce à l’engagement financier des collectivités territoriales (Ville de La Ciotat, la Communauté urbaine, le Département, la Région, la DRAC) et la mobilisation d'associations, l’Éden Théâtre ouvre ses portes le 9 octobre 2013, dans le cadre de Marseille, capitale européenne de la culture 2013, en présence de Thierry Frémaux et Nathalie Baye. La rénovation conduite par les architectes Nicolas Masson et André Stern respecte intégralement la construction initiale de 1889.
La salle garde son style de théâtre à l'italienne avec 166 fauteuils à l'orchestre et 42 fauteuils au balcon.

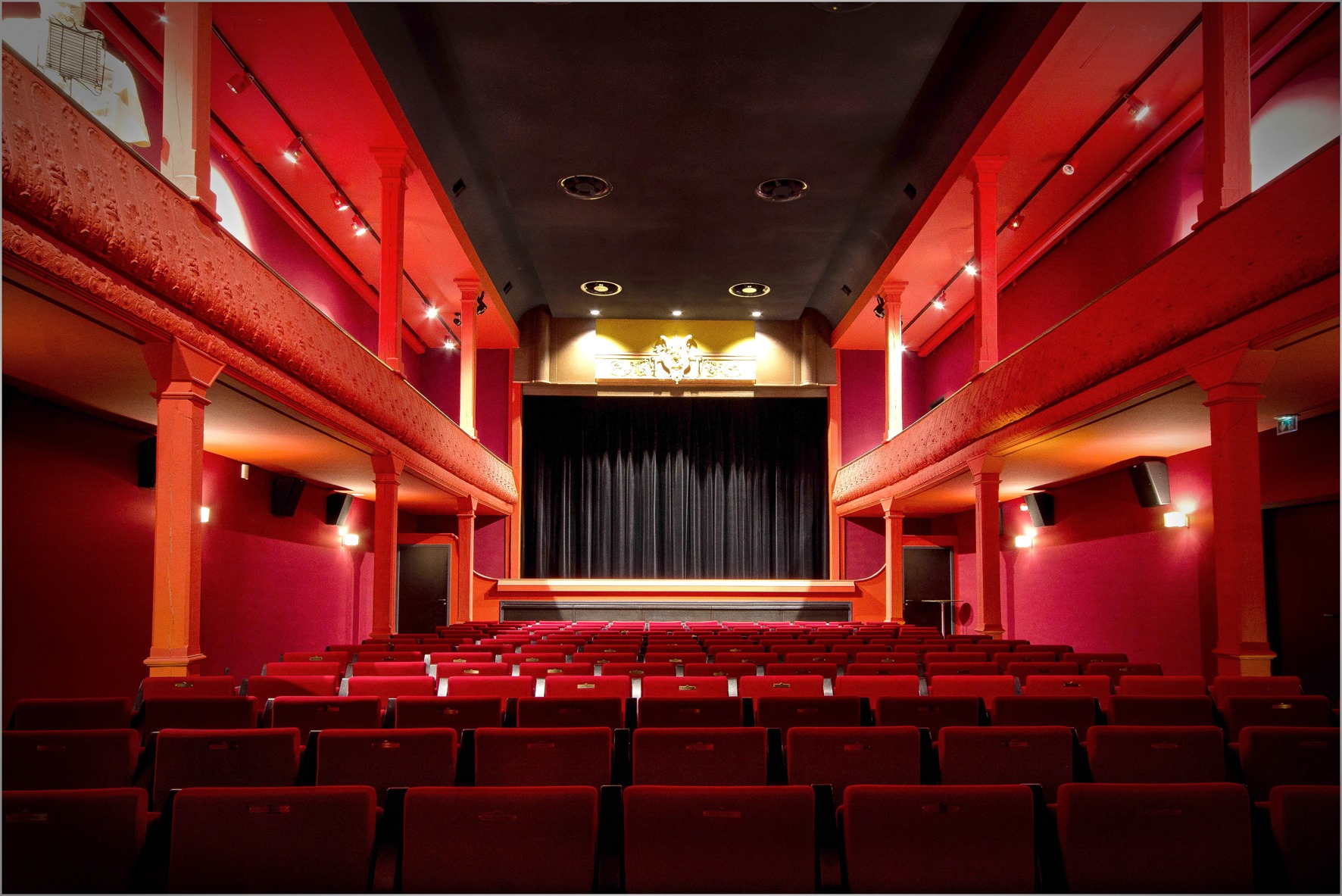

En 2014, l'association Les Lumières de l’Eden reçoit de la part de la Ville la mission d'exploiter la salle de cinéma, d'abord sous convention de partenariat, puis sous délégation de service public (1916-1920) renouvelée pour cinq ans en 2021.

### L'Eden des stars
Dès la réouverture de la salle, l'association Les Lumières de l'Eden met en place un mode de fonctionnement associatif autour de 500 adhérents, avec 60 bénévoles et 7 salariés, permettant au Cinéma Eden Théâtre d'organiser plus de 1 200 séances par an pour plus de 25 000 spectateurs.
En 2017, l'Eden Théâtre est classé salle « art et essai » par le CNC, avec les labels patrimoine et jeune public.
En 2018, l'Eden Théâtre reçoit du CNC la mention spéciale de salle innovante « pour sa capacité à allier tradition et modernité à travers la mise en valeur résolument moderne d’un patrimoine historique exceptionnel ».
En 2021, l'Eden Théâtre est inscrit au Livre Guinness des records comme la plus ancienne salle en activité au monde.
L'Eden Théâtre propose une programmation à la fois populaire et ambitieuse comportant les rubriques suivantes : films art et essai, films en sortie et avant-premières, films de patrimoine, films « ciné-gourmands » à l'intention du jeune public, et organise chaque mois deux événements autour de personnalités du cinéma, de la scène ou des médias. Près de deux cents artistes ont ainsi honoré l'Eden Théâtre de leur présence : Claude Lelouch, Fanny Ardant, Bernard Pivot, Diane Kurys, Jean-Paul Belmondo, Robert Hossein, Robert Guédiguian et Ariane Ascaride, Michel Hazanavicius et beaucoup d'autres talents de toutes les générations.
Olivier Dahan, réalisateur ciotaden oscarisé (La Môme) est le parrain de l'association Les Lumières de l'Eden.
L'Eden Théâtre accueille trois festivals annuels : Le Festival du premier film francophone de La Ciotat, le Lumexplore (festival de films scientifiques et environnementaux), et le Best-of Shorts.
Les Lumières de l'Eden sont partenaires de la Société des explorateurs français et organisent chaque mois une projection en présence de l'un de ses membres (Vera Frossard, Alain Tixier, Olivier Weber, Antoine de Maximy). La SEF et Les Lumières de l'Eden co-organisent le Festival Lumexplore qui accueille de nombreux invités prestigieux: Claudie Haigneré, Nicolas Hulot, Jean-Louis Étienne…
Les Lumières de l'Eden sont partenaires de L'ARP (Société civile des auteurs, réalisateurs et producteurs), des Archives Pathé-Gaumont et de nombreuses Cinémathèques (Marseille, Corse, Toulouse…).

## Galerie de photos

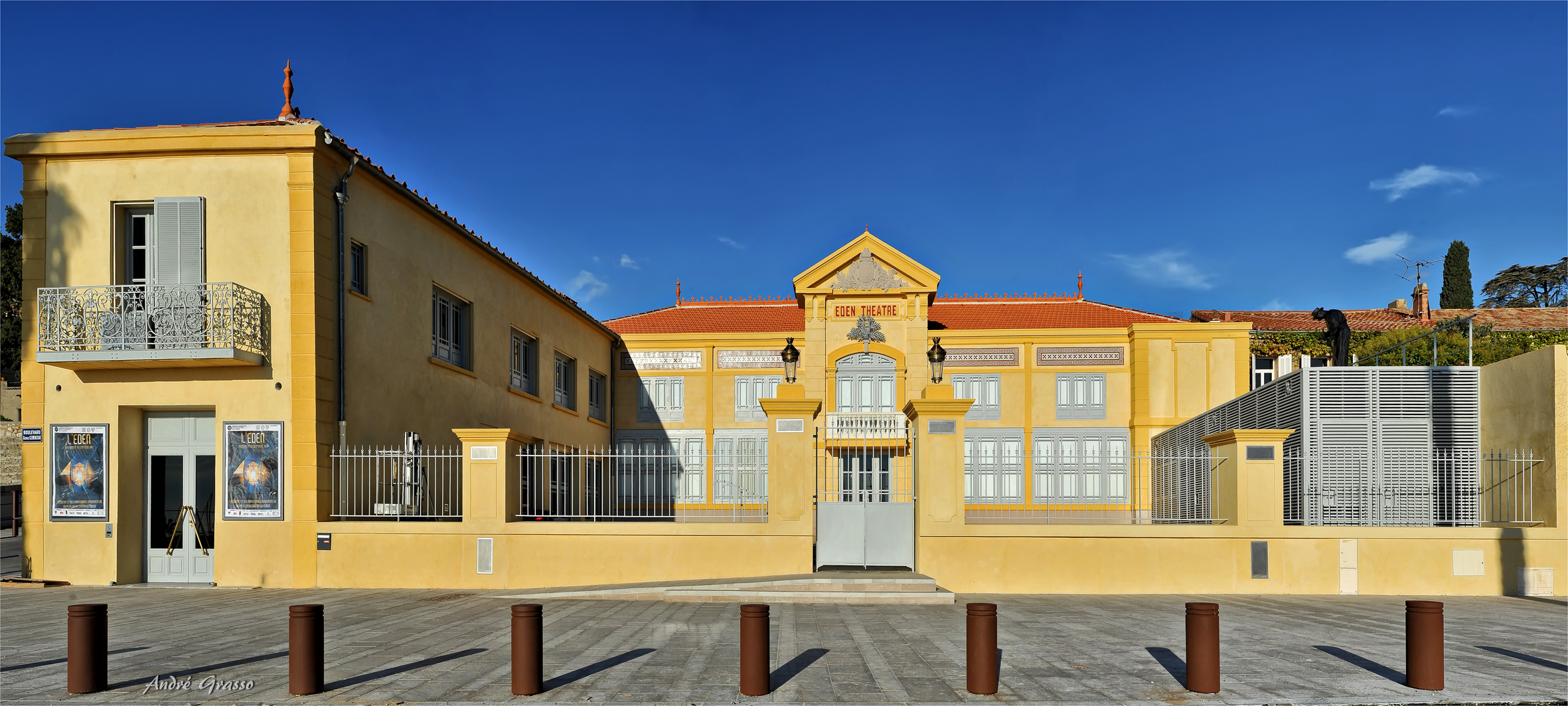
Façade de l'Eden Théâtre - octobre 2013
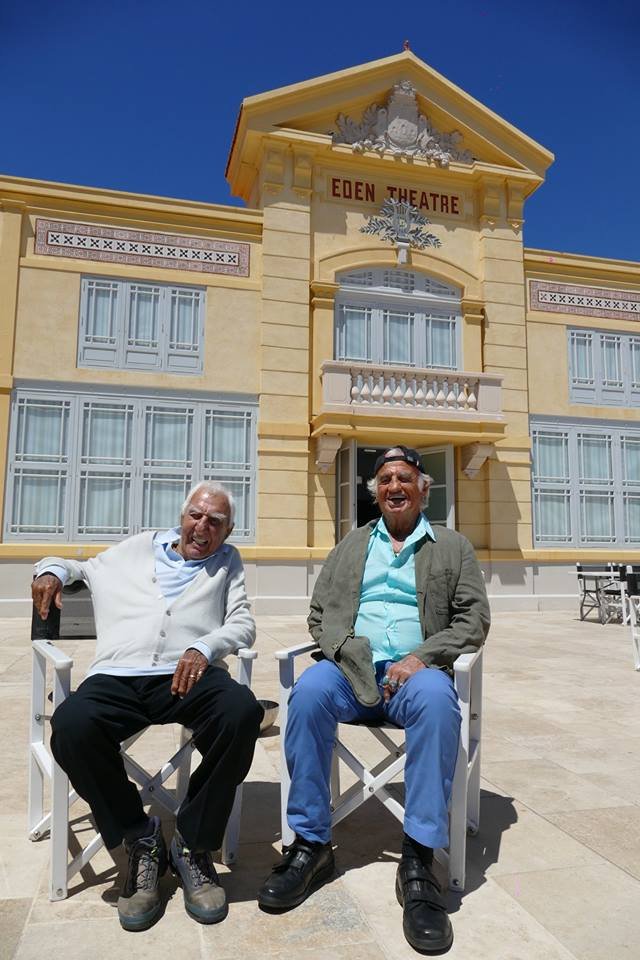
Jean Paul Belmondo et Charles Gérard à l'Eden, fin juin 2017

## Filmographie
- 2022 : L'Eden de la Ciotat, documentaire réalisé par Alain Bergala